# Verlag Moritz Diesterweg
Der Verlag Moritz Diesterweg ist eine Verlagsmarke für Bildungsmedien und heute Teil der Schulbuchverlage der Westermann-Gruppe in Braunschweig. Das Diesterweg-Programm umfasst Lehrwerke und digitale Medien für alle Schulformen. Schwerpunkte bilden die Fächer der Grundschule und Fremdsprachen.

## Geschichte
Der Verlag wurde 1873 von Moritz Diesterweg in Frankfurt gegründet. Moritz war der jüngste Sohn von Adolph Diesterweg. 1860 erwarb er die Buchhandlung Jo. Chr. Hermann’sche Sortiments- und Kommissionsbuchhandlung auf der Frankfurter Zeil Nr. 15. Seine Frau Auguste wurde dort Prokuristin. Diesterweg konzentrierte sich in der Folgezeit zunehmend auf das Verlegen von Büchern. Er nahm unter anderem die Bücher seines Vaters in das Verlagsprogramm auf und schuf damit die Grundlagen für das Schulbuchprogramm.
1873 trennte sich das Ehepaar Diesterweg vom Sortimentsbereich und führte den Verlag mit den Schwerpunkten Schulbuch und Pädagogik unter dem Namen Moritz Diesterweg fort. Sohn Emil wurde Teilhaber des Verlags, starb jedoch im Dezember 1905 im Alter von 41 Jahren. Kurz darauf starb auch der Firmengründer.
Die beiden Witwen verkauften das Geschäft, das vier Mitarbeiter beschäftigte, an den Buchhändler Erich Herbst. Unter seiner Leitung stieg der Verlag in die Reihe der großen Verlagshäuser des 20. Jahrhunderts auf und zählte mehr als 100 Mitarbeiter. Das Verlagsprogramm hatte zu dieser Zeit seinen Schwerpunkt in Gymnasien und in den Gesamtschulen und dort in den geisteswissenschaftlichen Fächern.
Das Archiv des Moritz Diesterweg Verlags wurde zusammen mit dem Verlagsgebäude im Zweiten Weltkrieg zerstört. Für das Jahr 1937 (Nachtrag: März 1938) gab es ein „gemeinsames Bücherverzeichnis“ mit dem Verlag Otto Salle und dem völkischen Armanen-Verlag bereits in der 7. Ausgabe, was auf eine mindestens wirtschaftliche Verflechtung schließen lässt. Seit 1933 erschien die Reihe Das Reich im Werden. Arbeitshefte im Dienste der politischen Erziehung im Verlag, 1934 Otto Höflers Habilitationsschrift Kultische Geheimbünde der Germanen (Bd. 1).
1995 erwarb der damalige Schroedel Verlag den Diesterweg Verlag. 2002 wurde Diesterweg zusammen mit Schroedel von der Westermann-Gruppe übernommen und wird dort seitdem als Imprint weitergeführt.

## Produkte
Die Bausteine-Reihe ist seit Mitte der 1980er Jahre ein Konzept für den Deutsch- und Sachunterricht der Grundschule. Daneben verlegt Diesterweg auch die Reihen Konfetti für den Anfangsunterricht und Flex und Flo sowie Flex und Flora für den Mathematik- und Deutschunterricht.